# Laetmatophilus dabberi
Laetmatophilus dabberi is een vlokreeftensoort uit de familie van de Podoceridae. De wetenschappelijke naam van de soort is voor het eerst geldig gepubliceerd in 1981 door Barnard & Drummond.